# Ingrie
Ingrie (finsky Inkeri nebo Inkerinmaa, estonsky Ingeri nebo Ingerimaa, rusky Ижора nebo Ингерманландия, švédsky Ingermanland) je historické území, rozkládající se na východě Baltského regionu, nyní součást Ruska. Původní hranicí mezi Ingrií a Karélií byla řeka Něva, ale někdy na přelomu 16. století se hranice začala posouvat více na sever směrem ke Karelské šíji, nyní dosahuje k řece Sestře a k Ladožskému jezeru na východ. Původně území obývali baltofinští Ižorové a Votové a později také Ingrijští Finové a Estonci.
Ingrie jako celek nikdy nevytvořila jednotný stát (s výjimkou krátkotrvající Republiky Severní Ingrie).

## Farnosti Ingrie

### Severní Ingrie
Haapakangas, Miikkulainen, Keltto, Lahti, Lempaala, Vaskela, Rääpyvä, Siestarjoki, Toksova, Vuole, Matoksi, Valkeasaari

### Střední, východní, jižní a západní Ingrie
Iivananlinna (Ivangorod), Inkere, Jaama, Järvisaari, Hatsina, Hevaa, Hietamäki, Kaprio, Kattila, Kolppana, Koprina, Kupanitsa, Liissilä, Lyyssinlinna (Pähkinälinna), Markkova, Moloskovitsa, Narvusi-Kosemkina, Novasolkka, Ropsu, Saari (Puškin), Serepetta, Skuoritsa, Soikkola, Spankkova, Tuutari, Tyrö, Venjoki

### Staré ingrijské farnosti
Klopitsa, Korpiselkä, Loppi, Narvan inkeriläiset, Uusi-Puura (Novabura), Tääkeli, Unatitsa